# Бугаани
Бугаани (груз. ბუღაანი) — село в Грузии. Находится в Ахметском муниципалитете края Кахетия. Расположено в 5 км к юго-западу от города Ахмета.
Высота над уровнем моря составляет 1060 метров. Население — 6 человек (2014).
В советское время село Бугаани входило в Ахметский поселковый совет Ахметского района.